# Great Mazinger tai Getter Robot
Great Mazinge tai  Getter Robot (グレートマジンガー対 Gurēto Majinga tai Getta Robo, Gran Mazinger vs. Getter Robot) es una película de animación producida por Toei basada en la obra de Go Nagai y Ken Ishikawa. La película se estrenó originalmente el 21 de marzo de 1975 en Japón. Se trata de un crossover de los animes de Gran Mazinger y Getter Robot, similar a la anteriormente realizada por Toei Mazinger Z vs. Devilman. Los hechos presentados en la película no se consideran canónicos a ninguno de los dos animes de televisión. 
La película fue presentada también en países donde se emitieron las dos serie de televisión. Se le conoce como مازنجر الكبير ضد جيتاروبو en los países árabes, Grande Mazinga contra Getta Robot G en Italia y Gran Mazinger Contra Getter Robo en España.

## Historia
Cuando un OVNI aparece sobre Japón, tanto los héroes de Gran Mazinger como Getter Robot   quieren investigarlo primero, por un sentimiento de rivalidad.  Getter lo encuentra primero ya que el robot Mazinger está siendo reparado.  Sin embargo ellos son incapaces de derrotar a los vehículos (aparentemente vivos). Había caído un monstruo que come metal sobre Japón, (y el solamente reparado) Mazinger lo enfrenta solo para ser mal golpeado. Más tarde, a pesar de los pilotos de robot las protestas, sus dos bases deciden unir sus fuerzas para detener al monstruo. Ellos hacen un plan de atraerlo a una isla vacía donde ellos pueden combatirlo sin causar daños colaterales. 
Consiguen que el robot Boss atraiga al monstruo allí, aunque  lo devoren en el proceso. Los héroes combinados casi derrotan al monstruo hasta que el OVNI  retorne y se permita para ser comido para hacer que el monstruo creciera a su forma final. Solo entonces los héroes logran encontrar sus puntos débiles y destruirlo. Después ellos prometen ser amigos de aquí en adelante.

## Personal
- Producción: Toei Doga, dinámica de producción
- La obra original: Go Nagai, Ken Ishikawa, dinámica de producción
- Director: Masayuki Akihi
- Escenario: Keisuke Fujikawa
- Planificación: Ariga Ken, Kenji Yokoyama
- Productor: Chiaki Imada
- Director de animación: Kazuo Komatsubara
- Asistente de dirección: Yuji Endo
- Música: Michiaki Watanabe, Shunsuke Kikuchi
- Director de arte: Tomo Fukumoto
- Intérpretes: Akira Kamiya (Ryo Nagare), Junji Yamada (Hayato Jin), Keiichi Noda (Tetsuya Tsurugi), *Toku Nishio (Musashi Tomoe), Hiroshi Otake (jefe), Kazuko Sawada (Shiro Kabuto), Kosei Tomita (Dr. Saotome), Rihoko Yoshida (Saotome Michiru), Yumi Nakatani(Jun Hono), Shibata Hidekatsu (Kenzo Kabuto).